# Ding Junhui
Ding Junhui (chinesisch 丁俊暉 / 丁俊晖, Pinyin Dīng Jùnhuī; * 1. April 1987 in Yixing, Provinz Jiangsu) ist ein chinesischer Snookerspieler und ehemalige Nummer 1 der Weltrangliste.

## Karriere

### Jugend und erste Profijahre
Ding begann im Alter von neun Jahren mit dem Snookersport, seit 2003 ist er Profi.
2005 gewann er mit 18 Jahren sein erstes Profiturnier, die China Open. Im Finale, das in China über 100 Millionen Zuschauer im Fernsehen verfolgten, bezwang er den siebenfachen Weltmeister und Weltranglistenzweiten Stephen Hendry mit 9:5.
Zu den größten Erfolgen seiner Karriere zählen die Siege bei der UK Championship 2005 und 2009, einem der drei wichtigsten und prestigeträchtigsten Turniere des Jahres neben dem Masters und der Weltmeisterschaft. 2005 besiegte er im Endspiel in einem „Generationenvergleich“ den 30 Jahre älteren Spieler und sechsfachen Weltmeister Steve Davis, 2009 bezwang er John Higgins. Ding ist der erste UK-Champion, der nicht von den britischen Inseln stammt. Mit seinem Sieg 2011 beim Masters, bei dem er im Finale Marco Fu mit 10:4 besiegte, holte er sich einen weiteren der drei großen Titel.
Ding gewann zudem die Northern Ireland Trophy in der Saison 2006/07 durch ein 9:6 gegen Ronnie O’Sullivan.
Beim Masters 2007 gelang ihm in der ersten Runde gegen Anthony Hamilton das erste Maximum Break seiner Karriere. Bei diesem Turnier erreichte Ding das Finale, war allerdings gegen einen furios aufspielenden Ronnie O’Sullivan chancenlos und verlor mit 3:10. O’Sullivan bescheinigte dem Chinesen nach dem Match dann das Potenzial für einen überragenden Snookerspieler: „Ding wird ein vielfacher Weltmeister werden.“ Dieses Turnier sorgte allerdings für einen Knick in seiner Karriere. Erst beim Grand Prix 2009 in Glasgow erreichte er wieder das Finale eines Ranglistenturniers.

### Saison 2008/09
Am 26. Oktober 2008 gewann Ding das Finale der World Series of Snooker in Warschau mit 6:4 gegen Ken Doherty. Bei der UK Championship spielte er am 16. Dezember 2008 gegen John Higgins sein zweites Maximum. Er war zu diesem Zeitpunkt der elfte Spieler mit mehr als einem Maximum Break.

### Saison 2009/2010 bis Saison 2013/14
Nach einer längeren Durststrecke, die ihn bis 2009 wieder auf Platz 13 zurückwarf, startete der Chinese äußerst erfolgreich in die Snooker-Saison 2009/10. Bei den ersten drei Turnieren kam er zweimal ins Finale und beim Shanghai Masters erreichte er immerhin das Viertelfinale, wo er erneut gegen den späteren Sieger Ronnie O’Sullivan verlor. Ende 2009 gewann er schließlich bei der UK Championship seinen vierten Main-Tour-Titel. Beim letzten Turnier der Saison vor der Weltmeisterschaft, den China Open, schaffte er es erneut ins Finale, unterlag jedoch vor heimischem Publikum Mark J. Williams mit 6:10. Bei der Weltmeisterschaft 2011 erreichte er das Halbfinale, unterlag dort aber Judd Trump mit 15:17. In der ersten Runde des FFB Snooker Open 2012 gelang ihm sein drittes Maximum und nur zwei Tage später beim PTC-Event 11 ein weiteres. Damit hält er den Rekord für das kürzeste Intervall zwischen zwei Maximum Breaks.
Seinen fünften Titel bei einem Ranglistenturnier gewann er im Februar 2012 bei den Welsh Open durch einen 9:6-Finalsieg über Mark Selby. Bei den Grand Finals der Players Tour Championship 2012/13 gelang ihm gegen Mark Allen sein fünftes Maximum Break. Zudem gewann er das Turnier, wobei er im Finale gegen Neil Robertson einen 0:3-Rückstand in einen 4:3-Sieg umwandeln konnte.

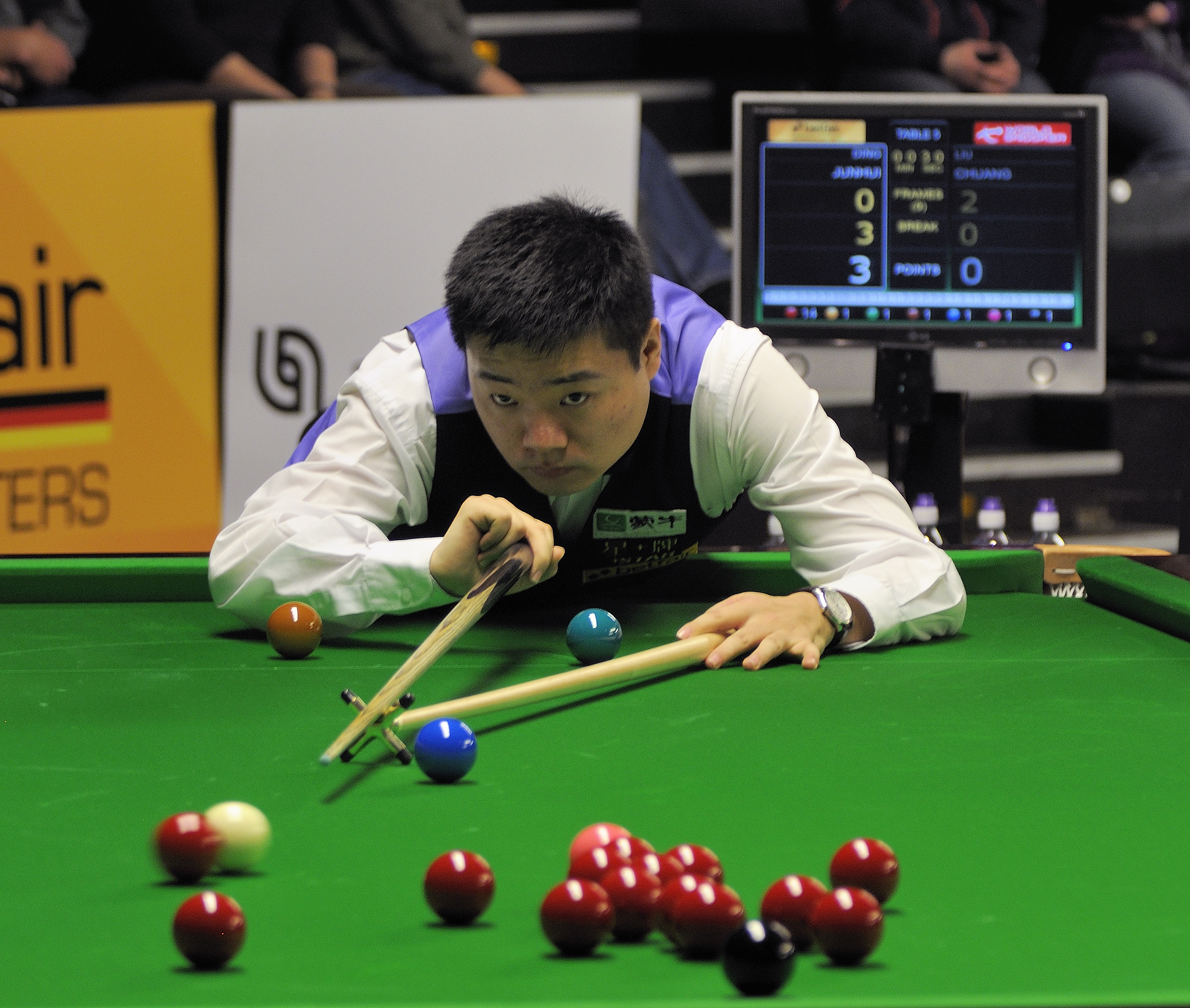
Ding beim German Masters 2013

Bei den 4. Asian Indoor & Martial Arts Games 2013 im koreanischen Incheon unterlag er im Finale (Herren-Einzel) seinem Landsmann Cao Yupeng mit 2:4 und erhielt als Titelfavorit nur die Silbermedaille. Im Mannschaftswettbewerb war er jedoch zusammen mit Liang Wenbo und Tian Pengfei erfolgreich. Sie setzten sich im Finale gegen die „Mannschaft Unabhängiger Athleten“ (Aditya Mehta und Brijesh Damani) mit 3:2 durch.
Im September 2013 gewann er das Shanghai Masters durch einen 10:6-Finalerfolg über seinen Landsmann Xiao Guodong. Nur einen Monat darauf gewann er mit den Indian Open 2013 ein weiteres Ranglistenturnier durch einen klaren 5:0-Finalerfolg über Lokalmatador Aditya Mehta. Auch bei der International Championship in Chengdu konnte Ding den Titel gewinnen. Er schlug Marco Fu im Finale knapp mit 10:9. Beim German Masters 2014 baute er die Serie auf vier Siege in Folge bei Weltranglistenturnieren aus. Zuletzt war dies Stephen Hendry 1990/91 gelungen. Beim letzten Turnier der Saison vor der Weltmeisterschaft, den China Open machte Ding gegen den Weltranglistenersten Neil Robertson seinen fünften Saisonsieg perfekt. Auch dies war zuletzt Hendry gelungen, ebenfalls 1991.

### Saison 2014/15 und 2015/16
Im Juni 2014 gewann Ding mit den Yixing Open das erste Turnier der Saison 2014/15. Er bezwang im Finale seinen englischen Kontrahenten Michael Holt mit 4:2; es war sein dritter Sieg bei einem Turnier auf der PTC-Serie. Im weiteren Verlauf der Saison erreichte er noch das Halbfinale des Shanghai Masters, des Champion of Champions und der China Open, er scheiterte aber auch bei sechs Turnieren in der ersten Runde.
Im Oktober 2015 gewann Ding mit den Haining Open das einzige außerhalb Europas stattfindende PTC-Turnier der Saison 2015/16 durch einen 4:3-Finalsieg über Ricky Walden. 2016 erreichte er erstmals das Finale der Weltmeisterschaft, unterlag dort jedoch mit 14:18 gegen Mark Selby. Damit stand er am Saisonende immerhin wieder in den Top 16 der Weltrangliste, aus denen er zwischenzeitlich herausgefallen war. Die Saison darauf verlief erfolgreicher und er gewann im September erst das Sonderformat der 6-Red World Championship 2016. Anschließend erreichte er beim Shanghai Masters das Finale und gewann gegen den amtierenden Weltmeister Mark Selby zum zweiten Mal das Turnier.

### Saison 2016/17 und Saison 2017/18
Bei der Snookerweltmeisterschaft 2017 erreichte er nach einem 13:10-Sieg im Viertelfinale gegen Ronnie O’Sullivan das Halbfinale gegen Mark Selby, in dem er zwischenzeitlich mit 5:4 führte und schließlich mit 15:17 unterlag.
Zu Beginn der Saison 2017/18 gewann er zum zweiten Mal nach 2011 den Team-World-Cup zusammen mit Liang Wenbo. Im September erreichte er das Finale der World Open und sicherte sich mit einem 10:3-Sieg über Kyren Wilson seinen 13. Weltranglistentitel.
Den Titel der Shanghai Masters 2017 konnte Ding wegen einer Bindehautentzündung nicht verteidigen.
Sein zweites Finale der Saison erreichte er beim World Grand Prix 2018, verlor aber mit 3:10 gegen Ronnie O’Sullivan. Die Erfolge der Saison reichten für Weltranglistenplatz 3, sodass sich Ding nicht für die Snookerweltmeisterschaft 2018 qualifizieren musste. In der ersten Runde besiegte er Xiao Guodong deutlich mit 10:3, es folgte ein 13:4-Sieg über Anthony McGill. Während der ersten beiden Runden spielte er vier Centurys. Im Viertelfinale schied Ding mit 5:13 gegen Barry Hawkins aus.
2018 wurde er als erster asiatischer Snookerspieler in die Snooker Hall of Fame aufgenommen.
2019 gewann er überraschend die UK Championship.

## Erfolge

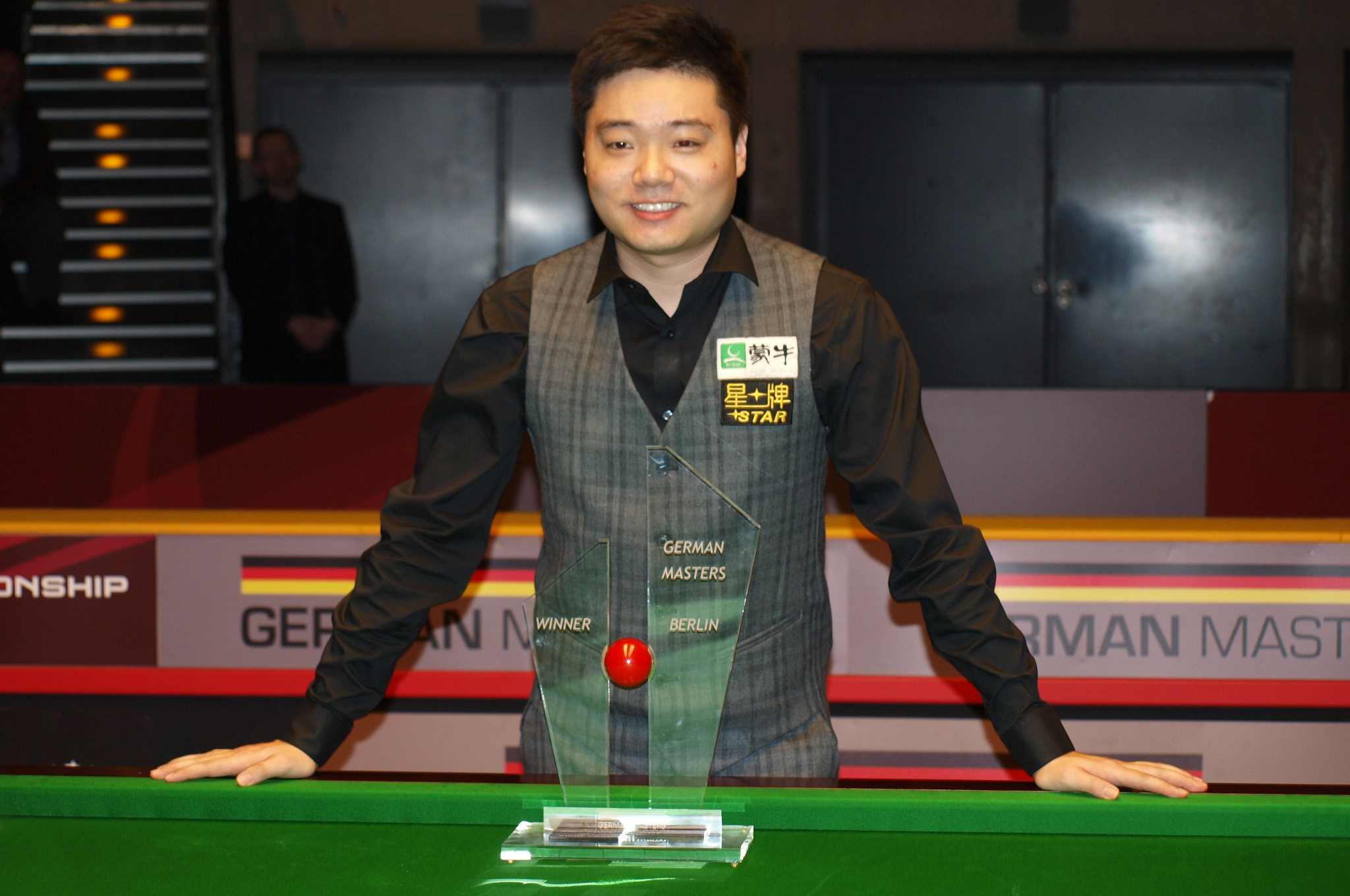
Ding Junhui mit Siegerpokal beim German Masters 2014

### Ranglistenturniere
- China Open – 2005, 2014
- UK Championship – 2005, 2009, 2019
- Northern Ireland Trophy – 2006
- Welsh Open – 2012
- Players Tour Championship – Grand Finals – 2013
- Shanghai Masters – 2013, 2016
- Indian Open – 2013
- International Championship – 2013, 2024
- German Masters – 2014
- World Open – 2017

### Minor-Ranglistenturniere
- Players Tour Championship, Event 5 – 2010
- Scottish Open – 2012
- Yixing Open – 2014
- Haining Open – 2015

### Einladungsturniere
- Jiangsu Classic – 2008
- Masters – 2011
- Championship League – 2012
- 6-Red World Championship – 2016, 2023

### Teamwettbewerbe
- Euro-Asia Team Challenge 2007 (Finalist)
- World Cup – 2011, 2017

### Sonstige (Auswahl)
- IBSF U21-Weltmeisterschaft – 2002
- ACBS Asienmeisterschaft – 2002
- ACBS U21-Asienmeisterschaft – 2002
- Asienspiele, Einzel – 2002, 2006
- Asienspiele, Doppel – 2006
- Asienspiele, Mannschaft – 2006, 2010
- World Series of Snooker, Warschau – 2008
- Asian Indoor & Martial Arts Games: 2013 – Gold/Mannschaft, Silber/Einzel